# Shuttle pallet satellite

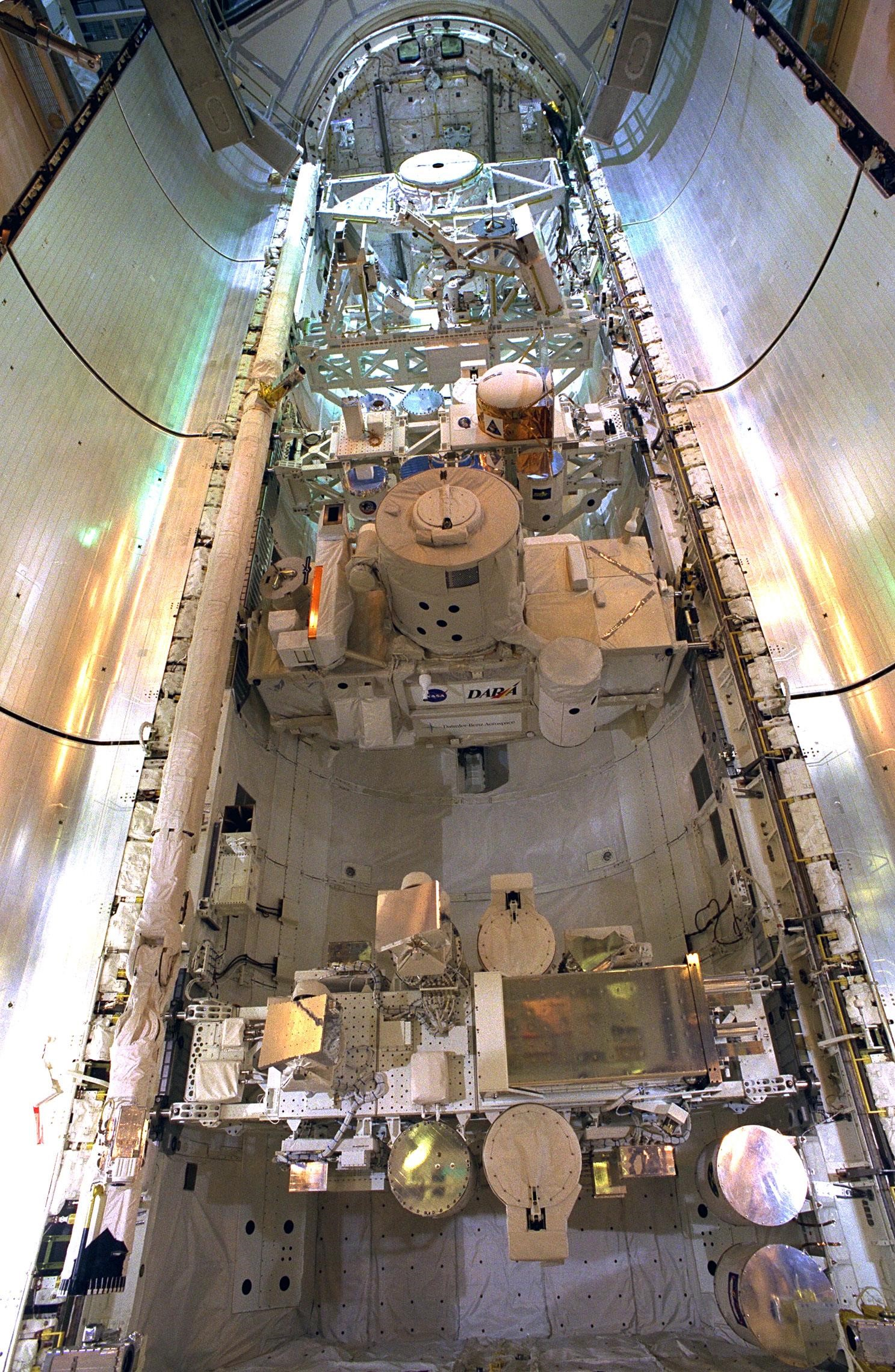
CRISTA-SPAS II dans la baie de Discovery avant le lancement de la mission STS-85 (1997).

Le Shuttle pallet satellite (SPAS) est un type de satellite artificiel réutilisable lancé et récupéré par les navettes spatiales américaines à l'aide du bras robotique de celles-ci. Il transporte diverses charges utiles à la fois scientifiques et militaires.
Il est fabriqué par Messerschmitt-Bölkow-Blohm et vole pour la première fois en 1983. Il est transporté pour la première fois lors de la mission STS-7, transportant 10 charges utiles (SPAS-01). Il vole à nouveau lors de la mission STS-39 en 1991 (IBSS-SPAS) pour le département de la Défense des États-Unis testant divers capteurs de détection de missiles balistiques.
SPAS vole pour la troisième fois avec la mission STS-51 (ORFEUS-SPAS) en 1991 avec des instruments ultraviolets. ORFEUS-SPAS vole de nouveau dans le cadre de la mission STS-80.
SPAS vole pour l'avant-dernière fois avec la charge utile CRISTA-SPAS sur STS-66 en 1994, montant plusieurs capteurs infrarouges observant l'atmosphère terrestre, et cette charge utile vole à nouveau sur STS-85 en 1997.

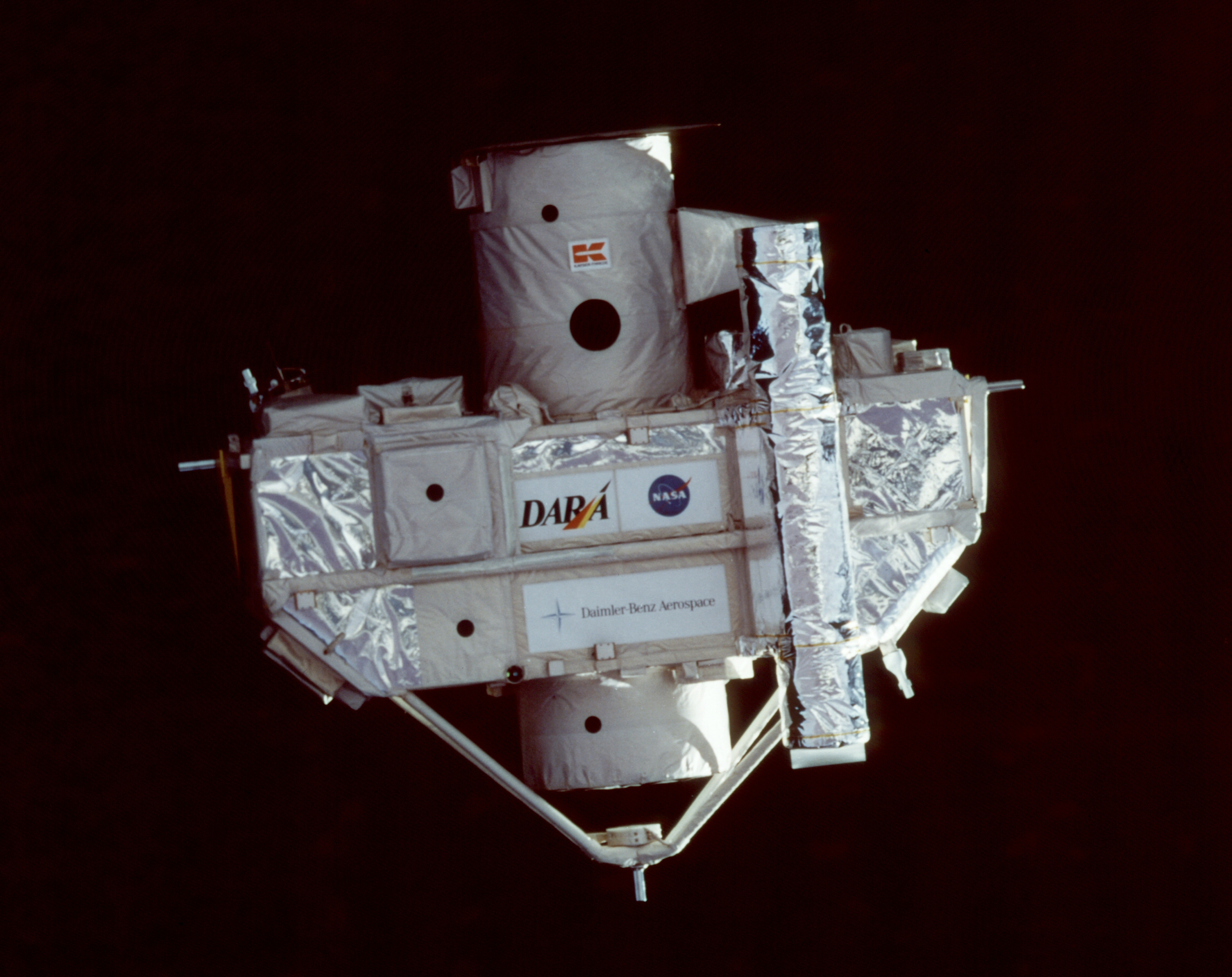
ORFEUS-SPAS II après son déploiement depuis Columbia sur STS-80.
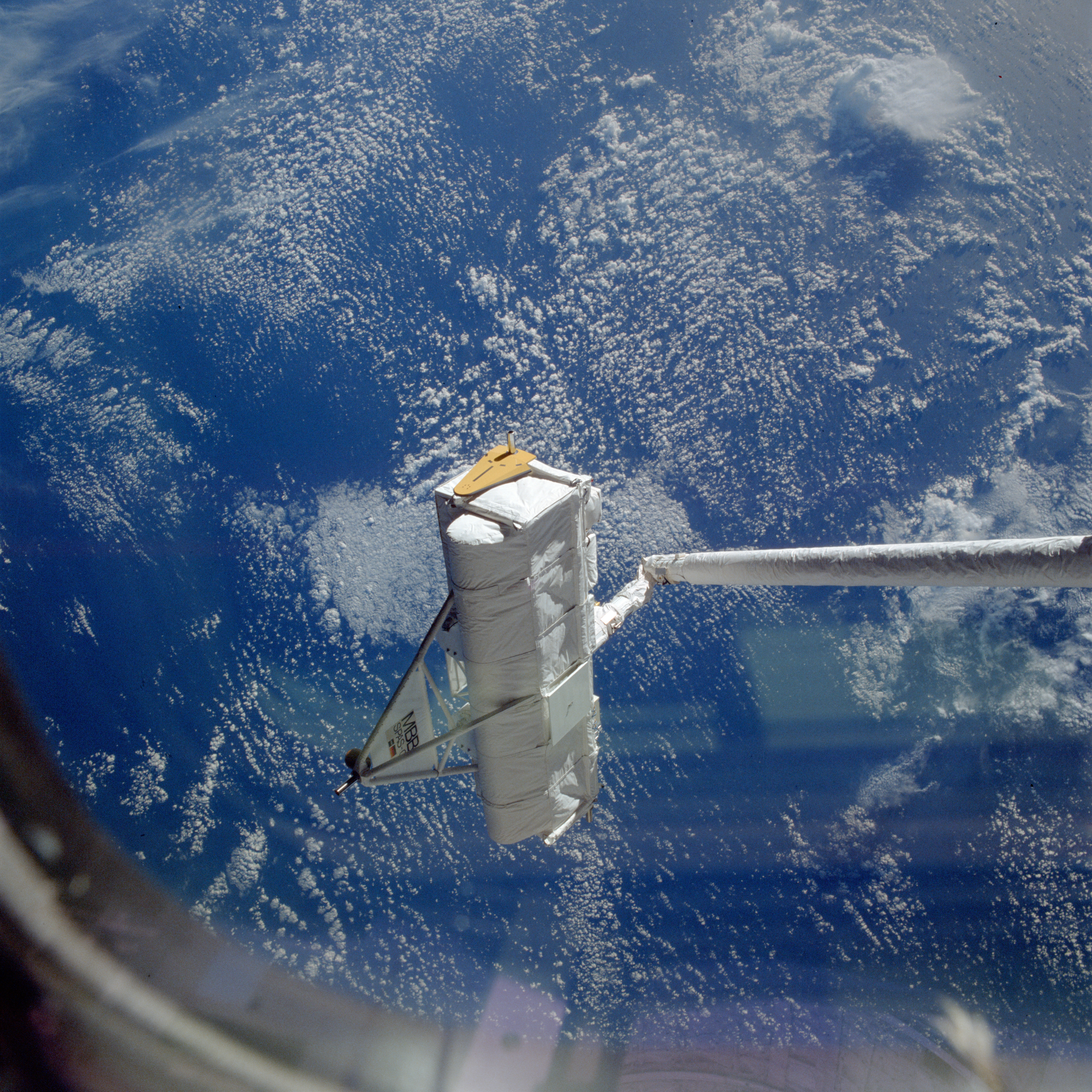
Le premier SPAS sur le Canadarm de Challenger durant la mission STS-7.
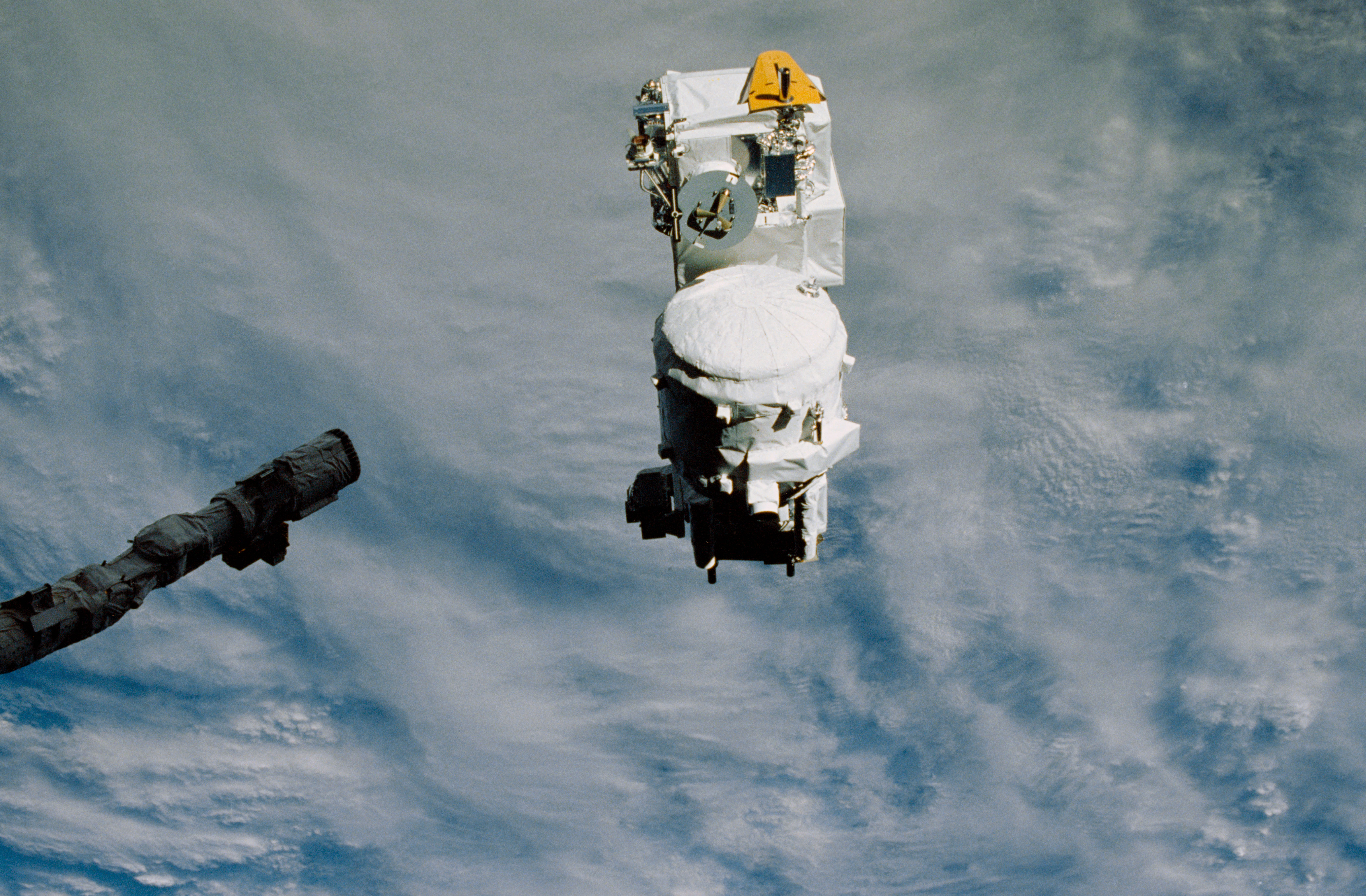
IBSS-SPAS après son déploiement depuis la baie de Discovery durant la mission STS-39.
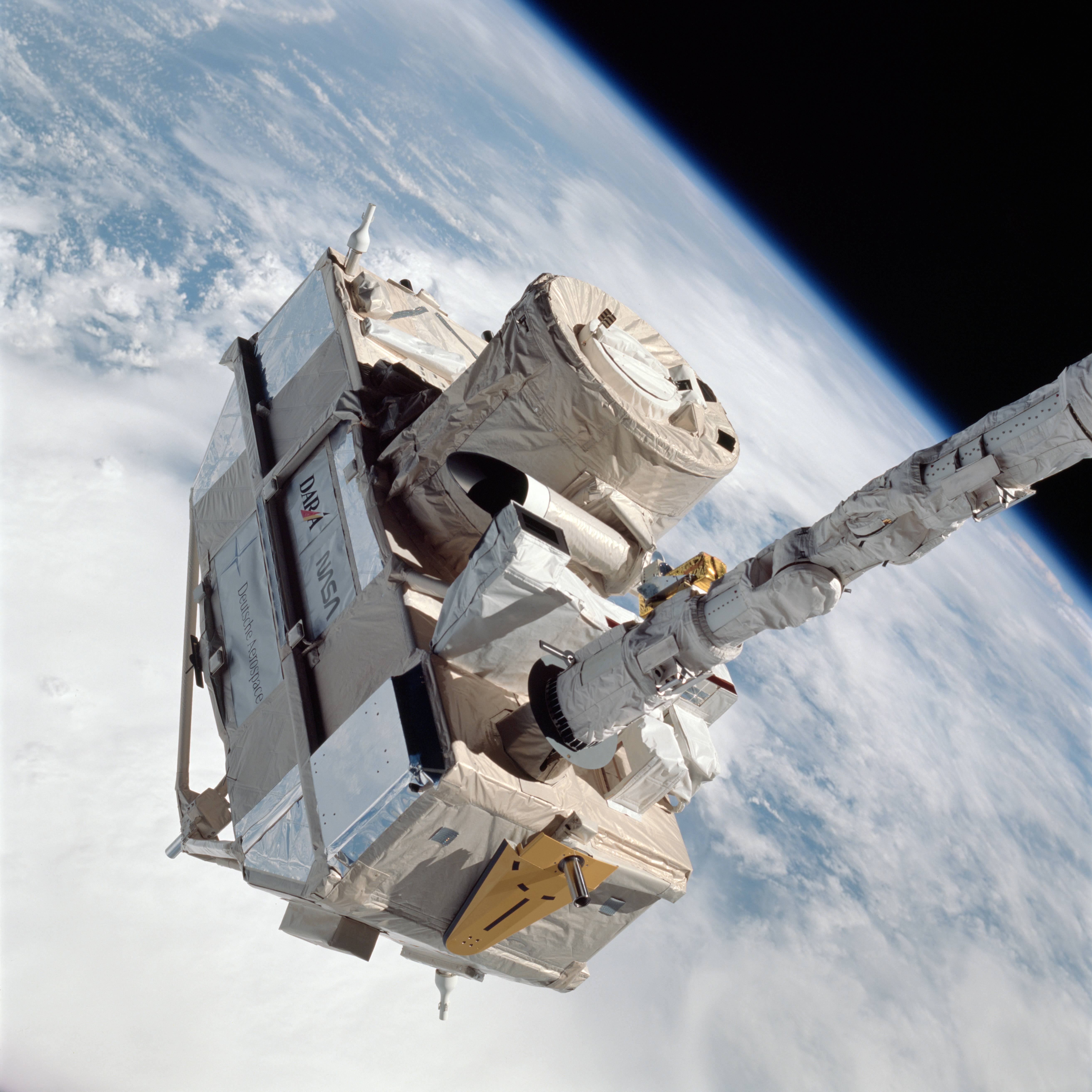
CRISTA-SPAS 1 ur le Canadarm d'Atlantis avant le lancement de la mission STS-66.